# 虎姫警察署
虎姫警察署（とらひめけいさつしょ）は、滋賀県警察が管轄する警察署の一つであった。

## 所在地（廃止時）
- 滋賀県東浅井郡虎姫町五村102-7

## 管轄区域
- 東浅井郡
  - 虎姫町
  - 浅井町
  - 湖北町
  - びわ町（早崎字竹生島を除く）

※いずれも現・長浜市

## 沿革
- 1954年（昭和29年）7月：警察法改正により市警察から滋賀県警察に統合となる。
- 2006年（平成18年）3月下旬：長浜警察署に統合され廃止となる。（廃止後は長浜警察署虎姫警部交番となる）

## 警部交番
なし

## 交番
なし

## 駐在所
（ ）の中は所在地
- 野瀬警察官駐在所（浅井町野瀬）
- 北ノ郷警察官駐在所（浅井町北ノ郷）
- 内保警察官駐在所（浅井町内保）
- 高畑警察官駐在所（浅井町高畑）
- 朝日警察官駐在所（湖北町山本）
- 速水警察官駐在所（湖北町速水）
- 小谷警察官駐在所（湖北町丁野）
- 富田警察官駐在所（びわ町富田）
- 川道警察官駐在所（びわ町川道）

## 水上派出所
なし

## 検問所
（ ）の中は所在地
- 曽根検問所（びわ町曽根）